# إدوارد جونيوس بلاك
إدوارد جونيوس بلاك هو محامي وسياسي أمريكي، ولد في 30 أكتوبر 1806 في بيافورت في الولايات المتحدة، وتوفي في 1 سبتمبر 1846. نشط حزبياً في الحزب الديمقراطي وحزب اليمين. وقد انتخب عضو مجلس نواب جورجيا ‏ وانتخب عضو مجلس النواب الأمريكي ‏.